# Trematolobelia kauaiensis
Trematolobelia kauaiensis är en klockväxtart som först beskrevs av Joseph Rock, och fick sitt nu gällande namn av Carl Skottsberg. Trematolobelia kauaiensis ingår i släktet Trematolobelia och familjen klockväxter. Inga underarter finns listade i Catalogue of Life.